# Nomada goodeniana
Nomada goodeniana, auch als Schmalband-Wespenbiene bekannt, ist eine Biene aus der Familie der Apidae. Die Art und Nomada succincta werden von manchen Autoren als dieselbe Art betrachtet. 

## Merkmale
Die Bienen haben eine Körperlänge von 10 bis 13 Millimetern. Die Weibchen sind schwarz und haben eine gelbe Zeichnung. Die Mandibeln und das Labrum sind bei den meisten Individuen rötlich, sie können aber auch gelb sein. Es trägt am Vorderrand mehrere Zähnchen. Das Schildchen (Scutellum) hat zwei gelbe Flecken. Die Tergite sind schwarz und tragen schmale, gelbe Binden. Die Fühler sind rot, selten sind der Schaft und die ersten beiden Glieder schwarz. Das dritte Fühlerglied ist kürzer als das vierte. Die Schienen (Tibien) der Hinterbeine sind unten mehr oder weniger schwarz, der Schenkelring (Trochanter) der Hinterbeine trägt eine Haarfranse. Die Schenkel (Femora) der Hinterbeine haben am Ende zwei nicht beieinander liegende kleine Dornen. Die Männchen sehen den Weibchen ähnlich. Ihr Gesicht ist jedoch komplett gelb und die Fühler sind auf der Oberseite bis zur Hälfte schwarz. An den Hinterbeinen sind die Schenkel mehr oder weniger schwarz und haben basal einen Haarfleck, der Schenkelring hat eine Haarfranse und die Schienen sind innen gelb und haben am Ende zwei nicht beieinander liegende kleine Dornen.

## Vorkommen und Lebensweise
Die Art ist in weiten Teilen Europas verbreitet. Diese Wespenbienen fliegen von Mitte März bis Ende Juni, selten auch in zwei Generationen. Sie parasitieren in den Nestern von Andrena cineraria, Andrena nigroaenea, Andrena nitida, Andrena thoracica und Andrena tibialis.

## Belege
- Felix Amiet, M. Herrmann, A. Müller, R. Neumeyer: Fauna Helvetica 20: Apidae 5. Centre Suisse de Cartographie de la Faune, 2007, ISBN 978-2-88414-032-4.